# Алегзандер (округ, Северная Каролина)
Алегзандер (англ. Alexander) — округ в штате Северная Каролина, США. По данным переписи 2010 года, численность населения составила 37 198 человек. Окружным центром является город Тейлорсвилл.

## История
Округ Алегзандер был зафрахтован Генеральной Ассамблеей Северной Каролины в 1847 году. Он был сформирован из частей тогдашних округов Айрделла, Колдуэлла и Уилкса. Округ получил своё название в честь Уильяма Джулиуса Алегзандера, спикера Палаты общин Северной Каролины.

## Закон и правительство
Округ Алегзандер является членом регионального Западного Совета Правительств.

## География

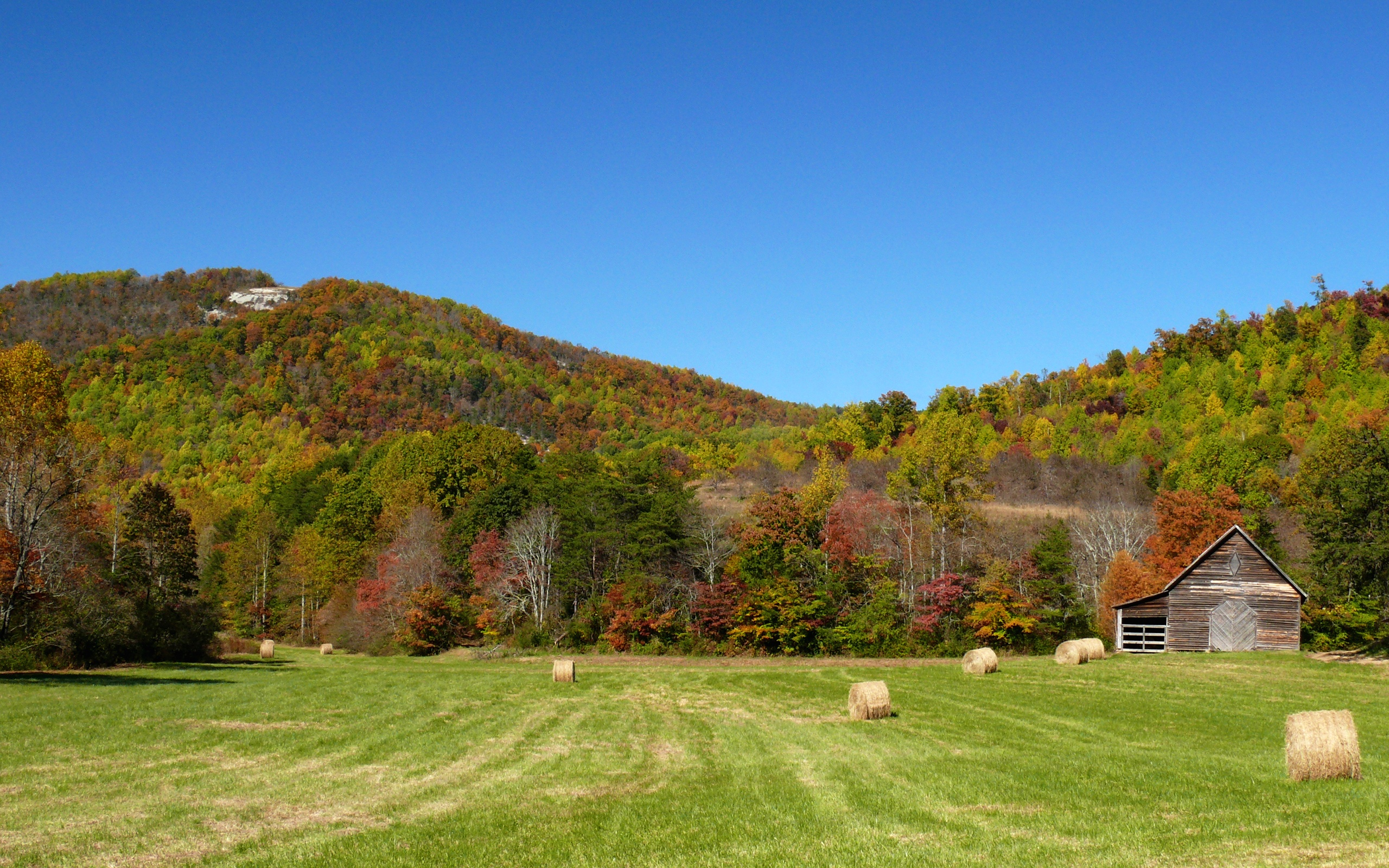
Гора Браши

Согласно Бюро переписи населения США, округ имеет общую площадь 680 км², из которых 670 км² занимает суша и 7,8 км² вода.
Округ Алегзандер находится в регионе Пидмонта западной части Северной Каролины. Основной географической особенностью округа является гора Браши, глубоко эродированный отрог Голубого хребта к западу.

### Тауншипы
Округ делится на восемь тауншипов: Бетлехем, Эллендейл, Гуолтни, Литл-Ривер, Шугар-Лоуф, Тейлорсвилл, Виттенберг и Стони-Пойнт.

### Соседние округа
- Округ Уилкс (Северная Каролина) — север
- Округ Айрделл (Северная Каролина) — восток
- Округ Катоба (Северная Каролина) — юг
- Округ Колдуэлл (Северная Каролина) — запад

### Дороги
- — US 64
- — NC 16
- — NC 90
- — NC 127

## Демография

Возрастная пирамида округа

По данным переписи 2000 года, насчитывалось 33 603 человека, 13 137 домашних хозяйств и 9 747 семей, проживающих в округе. Средняя плотность населения составляла 50 чел./км². Расовый состав округа: 92,00 % белых, 4,63 % афроамериканцев, 0,15 % коренных американцев, 1,04 % азиатов, 1,34 % других рас и 0,84 % двух и более рас. 2,50 % населения составляли испанцы или латиноамериканцы.
Из 13 137 домохозяйств 32,80 % имели детей в возрасте до 18 лет, проживающих с ними, 60,50 % супружеских пар, 9,40 % женщин, проживающих без мужей и 25,80 % не имеющих семьи. 21,90 % всех домохозяйств составляли отдельные лица, из которых 8,40 % лица в возрасте 65 лет и старше.
Возрастной состав округа: 24,50 % в возрасте до 18 лет, 7,90 % от 18 до 24 лет, 31,10 % от 25 до 44 лет, 24,60 % от 45 до 64 лет и 11,90 % в возрасте 65 лет и старше. Средний возраст составил 37 лет.
Средний доход на домашнее хозяйство в округе составил $38.684, а средний доход на семью $45.691. Мужчины имели средний доход $29.857, а женщины $21.868. Доход на душу населения составил $18.507. Около 5,90 % семей и 8,50 % населения были ниже черты бедности, в том числе 10,20 % из них моложе 18 лет и 14,60 % в возрасте 65 лет и старше.

## Общины

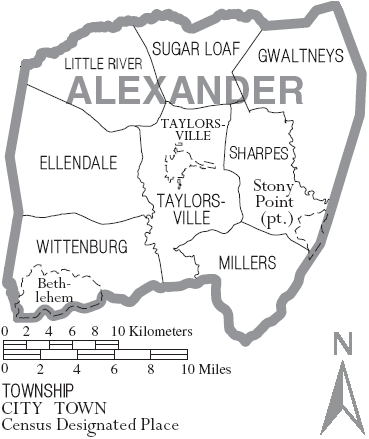
Карта округа Алегзандер (Северная Каролина) с указанием городских муниципалитетов и районов

- Тейлорсвилл

### Невключённые территории
- Бетлехем
- Стони-Пойнт
- Хидденит
- Друмстанд
- Вашти
- Эллендейл
- Виттенберг
- Шугар-Лоуф
- Литл-Ривер
- Миллерсвилл